# Rhipocephalus
Rhipocephalus é um género de algas, pertencente à família Udoteaceae.

## Espécies
- Rhipocephalus oblongus
- Rhipocephalus phoenix